# Costume intero

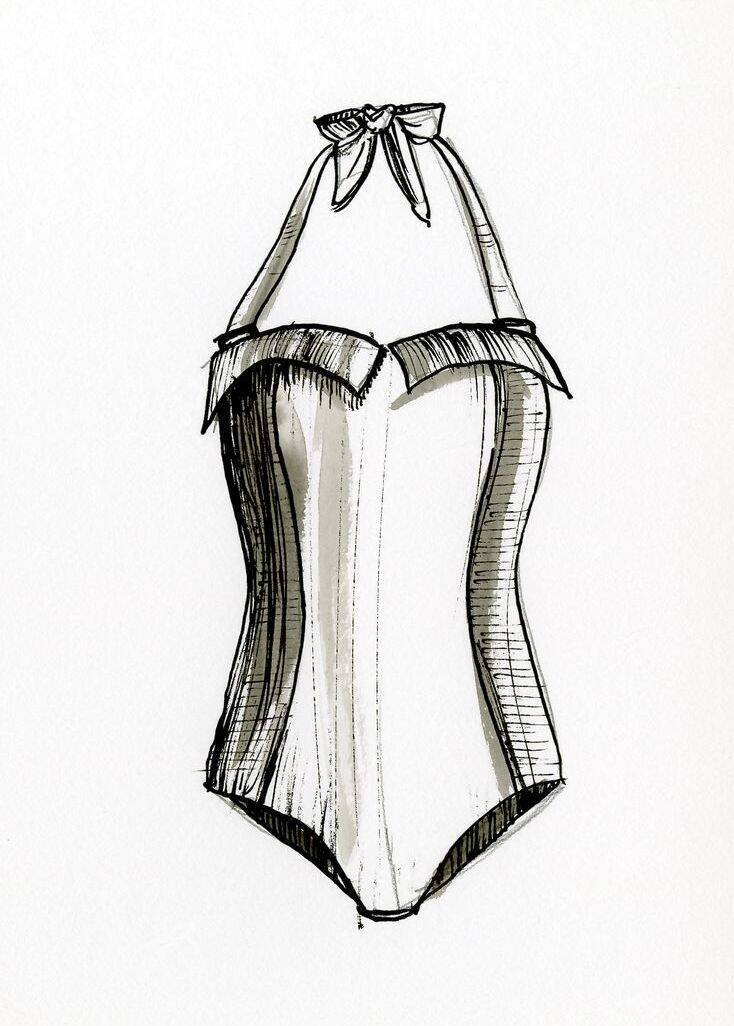
Disegno di un costume intero legato dietro il collo.

Il costume intero è un tipo di costume da bagno femminile. Normalmente il costume intero copre il seno, l'addome, il pube, i genitali, le natiche, l'ano, la schiena e la pancia. Vi sono anche alcuni tipi che lasciano scoperte alcune aree di pelle, o anche il monokini, che lascia scoperto il seno.
Prima dell'invenzione del bikini, virtualmente, c'erano solo i costumi interi ed in tempi più antichi anche i costumi da uomo erano simili ai costumi interi femminili.
Il costume intero è anche la principale divisa di nuotatrici e tuffatrici agonistiche, anche se alcune nuotatrici lo sostituiscono frequentemente con diverse uniformi simili alle mute subacquee che riducono ulteriormente l'attrito del corpo con l'acqua.